# Irvine Page
Irvine Heinly Page (Indianápolis, Indiana,  Estados Unidos, 7 de enero de 1901 – 10 de junio de 1991), conocido como Irvine Page, fue un médico fisiólogo estadounidense famoso por su trabajo sobre la hipertensión durante los casi 60 años que fue el primer catedrático de investigación de la Clínica Cleveland.

## Datos biográficos
Nació en Indianapolis, Indiana. Estudió química  en la Universidad Cornell (1921), a lo que siguió un grado en medicina en 1926.
Sus primeras contribuciones científicas se publicaron a comienzos de la década de 1930. Sus primeros trabajos se centraron en la neuroquímica del cerebro, y se hizo conocido por el codescubrimiento de la serotonina en 1948 a pesar de que la mayoría de su trabajo posterior se centró en otras áreas: el sistema renina-angiotensina-aldosterona, la teoría del mosaico patológico de la hipertensión, el tratamiento de la hipertensión y la lucha por el reconocimiento público de esta enfermedad y de sus efectos en vida diaria. Siguió publicando hasta su obra "Investigaciones sobre la hipertensión: una memoria: 1920–1960", en 1988. 
Page recibió numerosos reconocimientos a su trabajo. Fue portada de la revista Time en 1955, presidente de la Asociación Estadounidense del Corazón (1956–57); receptor de diez títulos honorarios y de múltiples premios como el premio Ida B. Gould de la Asociación Estadounidense para el Avance de la Ciencia (1957), el Premio Albert Lasker (1958); el Premio Internacional Gairdner de Canadá (1963), el Premio de la Asociación Médica Estadounidense (1964), el Premio Oscar B. Hunter (1966), el Disco Dorado de la Academy of Achievement (1966), el Premio de la Fundación Passano (1967) y el Premio Stouffer (después llamado Premio Novartis) por la investigación en hipertensión en 1970. Fue elegido miembro de la Academia Nacional de Ciencias en 1971, y publicó su memorias en 1988.
El premio Irvine H. Page de la Asociación Estadounidense del Corazón y el Premio Irvine Page – Alva Bradley se llaman así en su honor.[cita requerida]
Una colección de sus artículos se conserva en la Biblioteca Nacional de Medicina en Bethesda, Maryland.

## Vida personal
Se casó con Beatrice Allen, una bailarina, poeta y autora del libro El brazalete. Su hermana fue Ruth Page, famosa bailarina de ballet. Page tuvo también un interés musical, que transmitió a sus dos hijos, Christopher y Nicholas Page. Page vivió en Cleveland, Ohio, con su mujer y niños, y pasaba los veranos en Hyannis Port, en Cape Cod. Su casa familiar en el Cabo es ahora ocupada por sus nietos y bisnietos.[cita requerida]